# Gibraltarska vrata
Gibraltarska vrata (arapski: مضيق جبل طارق, španjolski: Estrecho de Gibraltar)  je tjesnac koji odvaja Atlantski ocean od Sredozemnog mora. Na sjevernoj strani tjesnaca su Španjolska i Gibraltar, a na južnoj strani su Maroko i Ceuta. Njegove granice su u Antici bile poznate kao Heraklovi stupovi. Gibraltarski tjesnac je dubok oko 300 metara, i oko 14 kilometara širok na najužem dijelu.